# Ioan Zalomit
Ioan Zalomit (n. 1823 – d. 1885) a fost un filozof român, primul profesor de filozofie al Facultății de litere din București. A fost profesor de filozofie și rector al Universității București, doctor în filozofie și drept (titluri obținute la Berlin).
Ioan Zalomit a funcționat și ca profesor de filozofie și de morală la Colegiul Sfântul Sava, respectiv ca director al Eforiei școalelor. A fost membru în Consiliul Permanentu de Instrucțiune Publică (1882) și vicepreședinte al aceluiași consiliu (1885).
Tenta discursului său filozofic precum și orientarea cursurilor sale a fost una idealist-raționalistă.

## Opera principală
- Principiile și meritul filozofiei lui Kant, 1848
- Starea instrucțiunii publice în România, 1862

## Alte lucrări, dizertații
- Principes et mérites de la philosophie de Kant (1848) - dizertație susținută la Berlin